# Akademiegalerie

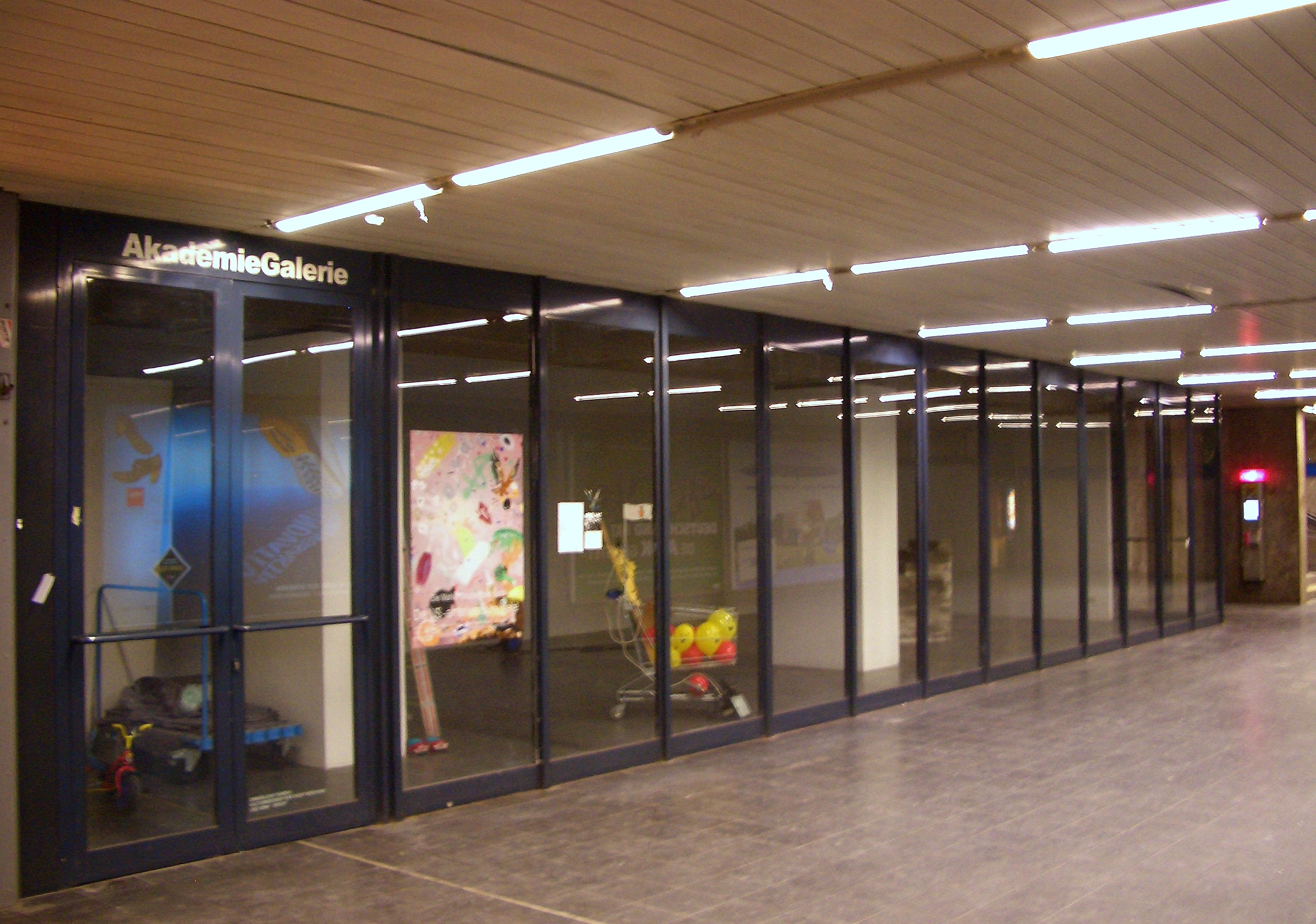
Ausstellungsraum

Die AkademieGalerie ist eine Kunsthalle für zeitgenössische Kunst der Akademie der Bildenden Künste München im Münchner U-Bahnhof Universität.

## Bauwerk und Lage
Die AkademieGalerie befindet sich im nördlichen Zwischengeschoss des Münchner U-Bahnhofs Universität (Ausgang Akademiestraße) und gehört zum Kunstareal München. Der etwa 8 Meter tiefe und 20 Meter lange Ausstellungsraum ist durch eine Glaswand vom restlichen Sperrengeschoss abgetrennt und von dort auf voller Länge einsehbar.

## Funktion
Die AkademieGalerie ist ein Ort kostenloser Begegnung mit zeitgenössischer Kunst für die Bürger Münchens und hat sich durch die Qualität der Ausstellungen einen Platz in der Kunstszene der Stadt gesichert. Der Ausstellungsraum informiert über die Arbeit der Akademie und die Leistungen ihrer Studierenden. Für die Studierenden der Akademie ist der ungewöhnliche Präsentationsort ihrer Werke – mit Zufallsbesuchern aus allen Schichten der Bevölkerung anstelle des üblichen Ausstellungs- und Fachpublikums – eine besondere Herausforderung und als solche Teil des Lehrkonzeptes der Akademie geworden.

## Geschichte
Im Jahr 1986 begannen auf Anregung des damaligen Präsidenten der Akademie der Bildenden Künste München Rudolf Seitz Gespräche mit dem Bezirksausschuss Maxvorstadt, dem Kulturreferat der Stadt München und den Münchner Stadtwerken als Hausherr des U-Bahnhofs über die Errichtung der Galerie. 1989 wurde der Ausstellungsraum eingerichtet; die erste Ausstellung galt Werken von Eduardo Paolozzi. Später war die Galerie den Studierenden und Absolventen der Kunstakademie München vorbehalten. Nachdem zunächst Kommissionen aus Dozenten und Studierenden der Münchner Kunstakademie über das Ausstellungsprogramm entschieden hatten, tun das seit 1993 Professoren der Akademie als wechselnde Kuratoren. Zwischen 1995 und 1998 war die Studierendenvertretung der Kunstakademie zuständig für die Auswahl der Kunstwerke, seither arbeiten Professoren und Studierendenvertretung wieder gemeinsam in der Ausstellungsleitung.
Die AkademieGalerie zeigte außer vielen anderen 1990 Werke von
Barbara Probst, 1992 von Daniel Bräg, 1999 von Carmen Miller, 2009 von Asta von Unger und 2016 von Dana Greiner – teils in Einzelausstellungen. 2003 verband Anna Witt eine Rauminstallation  unter dem Titel „Geld zu finden“ mit einer Aktion, bei der die Besucher aufgefordert wurden, in Möbeln der Installation verstecktes Geld zu suchen, das sie behalten durften.

## Sponsoren
Die AkademieGalerie wurde zunächst von 1989 bis 1996 von der Dresdner Bank gefördert, seit 1996 dann durch die BMW AG, darüber hinaus bis heute durch das Kulturreferat der Stadt München.